# Акут снизу
Акут снизу (◌̗, ˏ) — диакритический знак, использовавшийся в Международном фонетическом алфавите и ромическом алфавите.

## Использование
В варианте ромического алфавита 1877 года обозначал сдвиг артикуляции назад. Например, буква t обозначала глухой альвеолярный взрывной согласный, а t̗ — глухой постальвеолярный взрывной согласный. Аналогом в МФА является минус снизу (◌̠).
В Международный фонетический алфавит была введена в 1900 году для обозначения слоговых согласных, в 1904 году была заменена на вертикальную линию снизу. В 1921 году была вновь введена для обозначения низкого восходящего тона. В 1989 году была заменена гравис-макроном.